# 1791

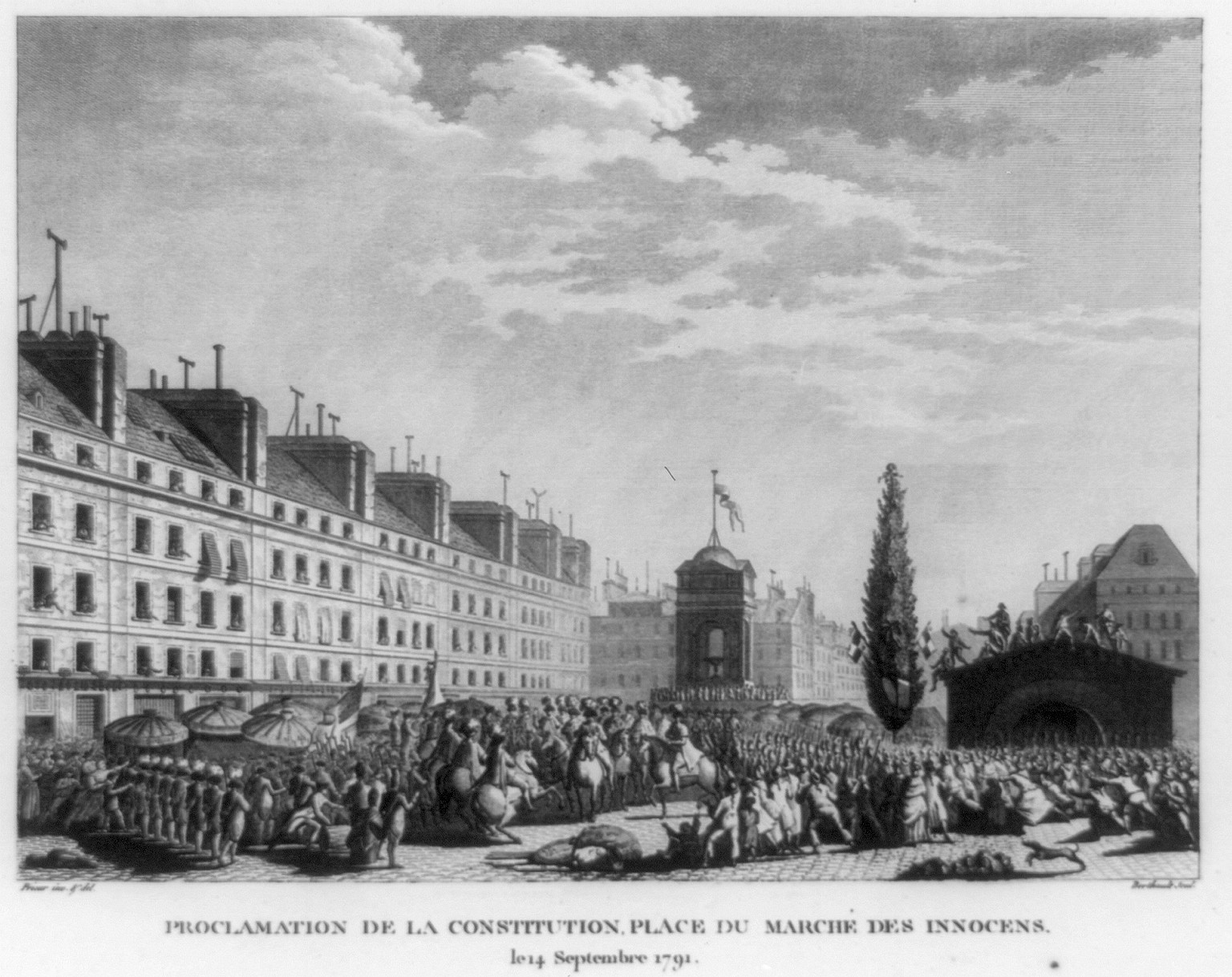
Proclamação da Constituição francesa. Praça do Mercado dos Inocentes. 14 de setembro de 1791.

- Wikisource

| Calendário gregoriano                                                        | 1791 MDCCXCI                        |
| Ab urbe condita                                                              | 2544                                |
| Calendário arménio                                                           | 1240 – 1241                         |
| Calendário bahá'í                                                            | -53 – -52                           |
| Calendário budista                                                           | 2335                                |
| Calendário chinês                                                            | 4487 – 4488 Início a 3 de fevereiro |
| Calendário copta                                                             | 1507 – 1508                         |
| Calendário etíope                                                            | 1783 – 1784                         |
| Calendários hindus - Vikram Samvat - Calendário nacional indiano - Cáli Iuga | 1846 – 1847 1712 – 1713 4891 – 4892 |
| Calendário Holoceno                                                          | 11791                               |
| Calendário islâmico                                                          | 1206 – 1207                         |
| Calendário judaico                                                           | 5551 – 5552                         |
| Calendário persa                                                             | 1169 – 1170                         |
| Calendário rúnico                                                            | 2041                                |
| Calendário solar tailandês                                                   | 2334                                |

1791 (MDCCXCI, na numeração romana)  foi um ano comum do século XVIII do actual Calendário Gregoriano, da Era de Cristo, e a sua letra dominical foi B (52 semanas), teve início a um sábado e terminou também a um sábado.
| Ano completo                   |
| ------------------------------ |
| Ano comum com início ao sábado |

## Eventos
- 14 de setembro A Assembleia Nacional francesa aprovou a Contituição que incorporou a perda dos privilégios do clero e da nobreza e limitou o poder do rei.
- O Edo Chokaisho, um precursor da Câmara de Comércio de Tóquio, é formado. Matsudaira Sadanobu introduz o conceito de tsumitate shichibukin, um fundo de reserva de emergência para cobrir déficits que era eventualmente utilizado para financiar uma quantidade substancial de infra-estrutura no período Meiji inicial.[1]

### Março
- 4 de março - Vermont torna-se o 14º estado norte-americano.

### Abril
- 21 de abril - A primeira das quarenta pedras delimitadoras do novo Distrito de Columbia é colocado no Jones Point Light, em Alexandria, na Virgínia.

### Junho
- 21 de Junho - O rei de Luís XVI de França foi conduzido à força para Paris depois da sua tentativa fracassada de fugir do seu país.

### Agosto
- 22 de agosto - Inicio a Revolução Haitiana, em São Domingos, no Caribe.

### Setembro
- setembro - Foi promulgada a primeira Constituição da França que resumia as realizações da Revolução Francesa.
- 9 de setembro - Fundação de Washington, D.C., a capital dos Estados Unidos.

### Novembro
- 24 de Novembro - Criação de uma cadeira de gramática latina no Convento de São Francisco, Vila do Porto, ilha de Santa Maria, Açores.

### Dezembro
- 15 de dezembro - Ratificada a Carta dos Direitos dos Estados Unidos, que é composta por dez emendas constitucionais que garantem vários direitos civis e liberdades fundamentais.

## Nascimentos
- 22 de setembro - Michael Faraday, físico e químico inglês (m. 1867).
- 09 de Fevereiro - Jean Cruveilhier, foi médico, anatomista e patologista francês (m. 1874).
- 18 de Abril - Octavio Fabricio Mossotti, físico, astrónomo e climatólogo italiano (m. 1863).
- 27 de Abril - Samuel Morse, inventor norte-americano (m. 1872).
- 19 de Setembro - Odilon Barrot, político francês (m. 1873).
- 26 de Setembro - Théodore Géricault, pintor romântico francês. (m. 1824)
- 02 de Outubro - Alexis Thérèse Petit, físico francês (m. 1820)
- 11 de Novembro - Josef Munzinger, foi Presidente da Confederação Suíça em 1851 (m. 1855).
- 26 de Dezembro - Charles Babbage, matemático britânico (m. 1871)

## Mortes
- 2 de Abril - Honoré Gabriel Riqueti de Mirabeau, jornalista, escritor e político francês (n. 1748).
- 22 de Junho - Antônio José Landi, arquiteto italiano radicado na Amazônia (n. 1713).
- 5 de Dezembro - Wolfgang Amadeus Mozart, compositor clássico natural da Áustria (n. 1756)

## Por tema
- 1791 na ciência
- 1791 na literatura
- 1791 na música